# Абдулазиз-хан (Шейбанид)
Абдалазиз-хан (1513—1550) — шестой узбекский правитель из династии Шибанидов в Бухарском ханстве. Правил в 1540—1550 годах.

## Биография
Старший сын Убайдулла-хана Абдалазиз-хан родился в Бухаре в 1513 году.
В 1526-27 году Абдалазиз-хан был назначен губернатором Астрабада, который был захвачен Убайдулла-ханом. Абдалазиз-хан также принял участие в других кампаниях Убайдулла-хана в Хорасане: Он был в бою против Шах Тахмаспа в 1529 году.
В 1535-36 годах Абдалазиз-хан командовал авангардом армии Убайдулла-хана, после заняты Хорезма в 1538 году, Абдалазиз-хан был губернатором Харезма в столице Ургенче. Но при прибытии из Хорасана Дин Мухаммад-султана и его войск, Абдалазиз-хан бежал в Бухару
После смерти Убайдулла-хана, в 1540 году к власти пришёл сын Кучкунджи-хана Абдулла-хан I, однако он правил недолго. После его смерти в стране стали править два правителя. В Бухаре воцарился сын Убайдуллы Абдалазиз, а в Самарканде воцарился сын Кучкунджи-хана Абдулатиф-хан. Абдалазиз не признал власть Абдулатиф-хана. Возникшие противоречия были разрешены джуйбарскими шейхами. Так, в государстве Шейбанидов возникло двоевластие, продолжавшееся до середины 1550-х годов.

## Внутренняя политика
Абдалазиз-хан преследуя интересы населения, уменьшил некоторые налоги, пытался осуществить экономические реформы в стране.

## Внешняя политика
Абдалазиз-хан поддерживал связи с Османской империей и Китаем. В 1547 году его послы прибыли ко двору минского императора.

## Политика в области культуры

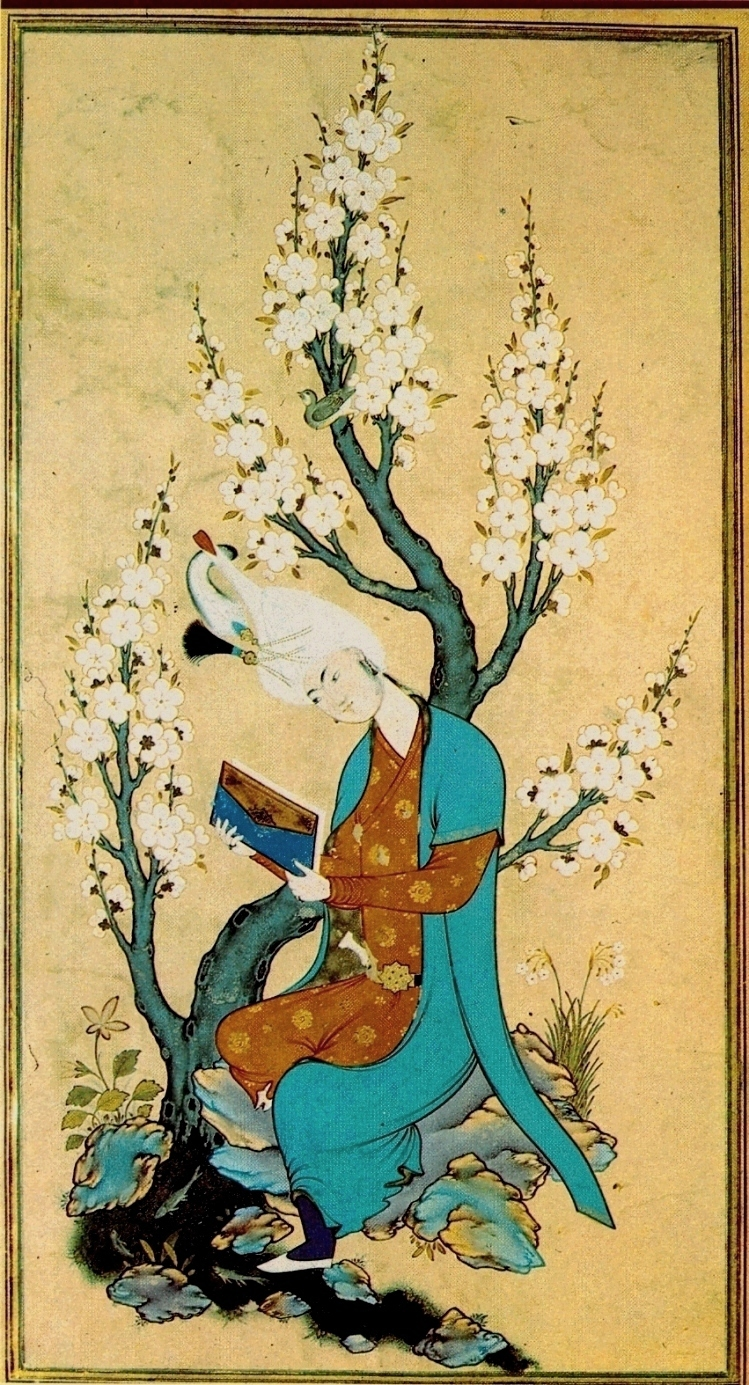
миниатюра шейбанидской эпохи, 1540 год

Духовным наставником Абдалазиз-хана был шейх Джалал.
Библиотека Абдалазиз-хана считалась одной из крупнейших и богатых на Среднем Востоке.
Он покровительствовал поэтам и учёным. Сам Абдалазиз-хан писал стихи на тюркском языке под литературным псевдонимом Азизи.

## Смерть
Абдалазиз-хан скончался в Бухаре 16 мая 1550 года и был похоронен рядом с отцом в медресе Мир Араб в Бухаре.